# Kohler (Wisconsin)
Kohler es una villa ubicada en el condado de Sheboygan en el estado estadounidense de Wisconsin. En el Censo de 2010 tenía una población de 2.120 habitantes y una densidad poblacional de 145,54 personas por km².

## Geografía
Kohler se encuentra ubicada en las coordenadas 43°44′16″N 87°46′40″O / 43.73778, -87.77778. Según la Oficina del Censo de los Estados Unidos, Kohler tiene una superficie total de 14.57 km², de la cual 14.01 km² corresponden a tierra firme y (3.84%) 0.56 km² es agua.

## Demografía
Según el censo de 2010, había 2.120 personas residiendo en Kohler. La densidad de población era de 145,54 hab./km². De los 2.120 habitantes, Kohler estaba compuesto por el 96.04% blancos, el 0.19% eran afroamericanos, el 0% eran amerindios, el 2.45% eran asiáticos, el 0% eran isleños del Pacífico, el 0.19% eran de otras razas y el 1.13% pertenecían a dos o más razas. Del total de la población el 2.31% eran hispanos o latinos de cualquier raza.